# Marcel Seghin
Pour les articles homonymes, voir Seghin.
Marcel Jules Omer Seghin, né le 26 septembre 1889 à Binche et mort le 9 janvier 1963 à Dinant, est un homme politique belge, membre du parti catholique. 
Seghin fut pharmacien.

## Fonctions et mandats
- Conseiller communal (1930-) et échevin (1939-1954), puis bourgmestre (1959-1961) de Dinant
- Conseiller provincial de la province de Namur : 1954-1958
- Sénateur : 
  - 1949-1950 : élu de l'arrondissement de Namur-Philippeville-Dinant.

## Source
- Bio sur ODIS